# Ренованц, Иван Михайлович
Иван Михайлович (Иоганн Михаэль или Ганс Михаэль) Ренованц (21 июля 1744, Дрезден — 28 августа (8 сентября) 1798, Санкт-Петербург) — немецкий и российский минералог, горный инженер, управляющий рудниками, инспектор Горного училища, член-корреспондент Императорской академии наук и художеств в Санкт-Петербурге (1779). Описал несколько новых минералов и установил наличие в Российской империи многих ранее не известных минералов.

## Биография
Родился 21 июля 1744 года в городе Дрезден, в семье купца.
В 1768—1771 годах учился во Фрайбергской горной школе и Саксонской горной академии, одновременно с А. Вернером.
В 1772 году приехал на работу в Россию на должность обербергпробирера (химик-минералог) лаборатории при Берг-коллегии в Санкт-Петербурге.
Принял участие в организации Горного училища в Санк-Петербурге (от которого ведёт историю современный Санкт-Петербургский горный университет).
В 1774—1778 и в 1785—1798 годах преподавал в Горном училище минералогию, маркшейдерское искусство и физику (природоведение). Руководил сооружением учебного «примерного рудника» (горы) при Горном училище. Заведовал первым горным музеем училища («Минеральный кабинет Российских и иностранных минеральных и ископаемых тел»), где составил каталог и расположил минералы по химической классификации Иогана Валлериуса.
23 сентября (4 октября) 1779 года был избран членом-корреспондентом Императорской академии наук и художеств в Санкт-Петербурге
В 1779—1785 годах был отозван из училища, и работал управляющим Колывано-Воскресенскими горными заводами на Алтае. Составил геологические описания Карелии и Алтая, вёл метеорологические наблюдения.
В 1786 году вместе с В. Зуевым и И. Георги привел в порядок коллекции минералов и горных пород в Кунсткамере и вместе с И. Георги составил новый минералогический каталог.
Скончался 28 августа (8 сентября) 1798 года в Санкт-Петербурге.

## Награды
- 1789 — Орден Святого Равноапостольного князя Владимира.

## Членство в организациях
- 1787 — Императорское Вольное экономическое общество
- 1779 — член-корреспондент Императорская академия наук и художеств в Санкт-Петербурге
- Лондонское королевское общество.